# Maison des Français de l'étranger
Pour les articles homonymes, voir MFE.
La Maison des Français de l'étranger (MFE) était un service du ministère des Affaires étrangères créé en 1992 et fermé le 1er août 2014. Elle avait pour vocation d’informer les Français souhaitant s’établir à l’étranger sur la situation dans leur futur pays d’accueil, et de conseiller sur les aspects pratiques et administratifs liés à l’expatriation, mais aussi au retour en France.
Elle a quitté le 34 rue La Pérouse, dans le 16e arrondissement de Paris, pour le 48 rue de Javel, dans le 15e (ancienne Imprimerie nationale).

Pégase, la page de l’expatriation et des Français à l’étranger

La MFE proposait sur rendez-vous des consultations spécialisées (fiscalité, douanes, couverture sociale : maladie, retraite, chômage), des ateliers de correction de CV et de lettres de motivation plurilingues, et de l’accompagnement sur les projets d’expatriation. 
Ces services sont désormais rendus par Internet, notamment via la rubrique Services aux Français du site France Diplomatie ou les réseaux sociaux (page Facebook) .